# 불가리아
불가리아 공화국(불가리아어: Република България 레푸블리카 벌가리야), 또는 약칭 불가리아(불가리아어: България 벌가리야)는 유럽 동쪽 발칸반도 동남부에 있는 공화국이며 수도는 소피아로, 일단 근대적인 역사상으로는 1908년 9월 22일에 왕정 불가리야라는 이름으로써, 오스만 제국에서부터 순수 첫 독립했다.

## 역사
- 665년 : 고대 불가리아를 세움. (불가리아 정부는 이를 불가리아의 조상이라고 함)
- 680년 : 다뉴브강을 건너와 황제 콘스탄티누스4세와 싸워서 승리한 후 다뉴브강 남쪽에 정착했다.[6]
- 681년 : 아스파루흐가 제1차 불가리아 제국의 군주로 즉위함.
- 10세기 초 : 제1차 불가리아 제국의 시메온 1세 황제가 5차례나 콘스탄티노폴리스를 공략할 정도로 막강한 세력을 떨침.
- 1395년 ~ 1879년까지 : 오스만 제국의 영토.
- 1879년 : 오스만 제국의 자치령 상태에서 불가리아 공국 수립.
- 1908년 9월 22일 : 불가리아 왕국이라는 이름으로 오스만 제국으로부터 독립.
- 1913년 : 제2차 발칸 전쟁의 패전으로 도브루자를 루마니아 왕국에, 마케도니아 지방을 그리스 왕국과 세르비아 왕국에 할양.
- 1918년 : 제1차 세계 대전에서 동맹국에 가담하여 패전. 서트라키아를 그리스에 할양.
- 1941년 : 아돌프 히틀러의 강요에 의해 추축국으로 참전. 제2차 세계 대전 당시 약 34만 명의 불가리아군 전사.
- 1944년 : 전세가 불리해지자 중립국이 됨. 소련군의 침공으로 9월 9일, 조국 전선 정부(후에 불가리아 인민 공화국)가 수립되어 나치 독일에 선전 포고하고 연합국으로 전환.
- 1947년 : 시메온 2세(시메온 삭스코부르크고츠키, 훗날 불가리아 공화국 총리 역임. 2001년~2005년)가 소련군에 폐위당하여 공산국가인 불가리아 인민 공화국이 성립.
- 1989년 : 35년 동안 불가리아를 통치한 토도르 지프코프 공산당 서기장이 퇴진하는 위로부터의 혁명으로 민주화됨(1989년 루마니아 혁명의 유혈 혁명과 구분지어 '푸른 혁명'이라고 불림)
- 2007년 1월 1일 : 루마니아와 함께 유럽 연합(EU)에 가입.

## 지리
국경상으로 북쪽은 루마니아, 서쪽은 세르비아와 북마케도니아, 남쪽은 그리스와 튀르키예, 동쪽은 흑해에 접해 있다.
불가리아는 발칸산맥(스타라플라니나산맥)에 의해 양분되는데, 북부는 다뉴브 평원 지대로 고대 로마 제국 시대에는 모에시아로 불리고, 남부는 트라키아 평원 지대라 하며 로마 제국 때에는 트라키아라 불렸다. 그리고 다른 지방은 로도피산맥에 의해 양분되는데 이는 불가리아에 속한 마케도니아 지방의 일부이다. 불가리아의 수원은 2개로 구분되는데, 주요한 강은 흑해로 유입되는 도브루자 강(다뉴브강의 지류)과 에게해로 유입되는 마리차강 정도가 있다.
불가리아의 기후는 발칸반도 기후의 전형적 특색을 보여준다. 발칸산맥을 경계로 북부는 기온의 연교차가 심하지 않은 대륙성 기후, 이남은 지중해성 기후지만 대륙성 기후의 특색도 일부 존재하며 터키령 동트라키아의 기후와 유사하다. 기온은 겨울평균기온은 －1℃, 여름평균기온은 약 21℃며, 강수량은 계절에 따른 차이가 거의 없어 연평균 1,200mm 이상인 고지대를 제외하고는 전 지역에 걸쳐 평균 530∼685mm가 내리며 북부는 여름, 남부는 겨울에 최대치를 기록한다.

## 행정 구역

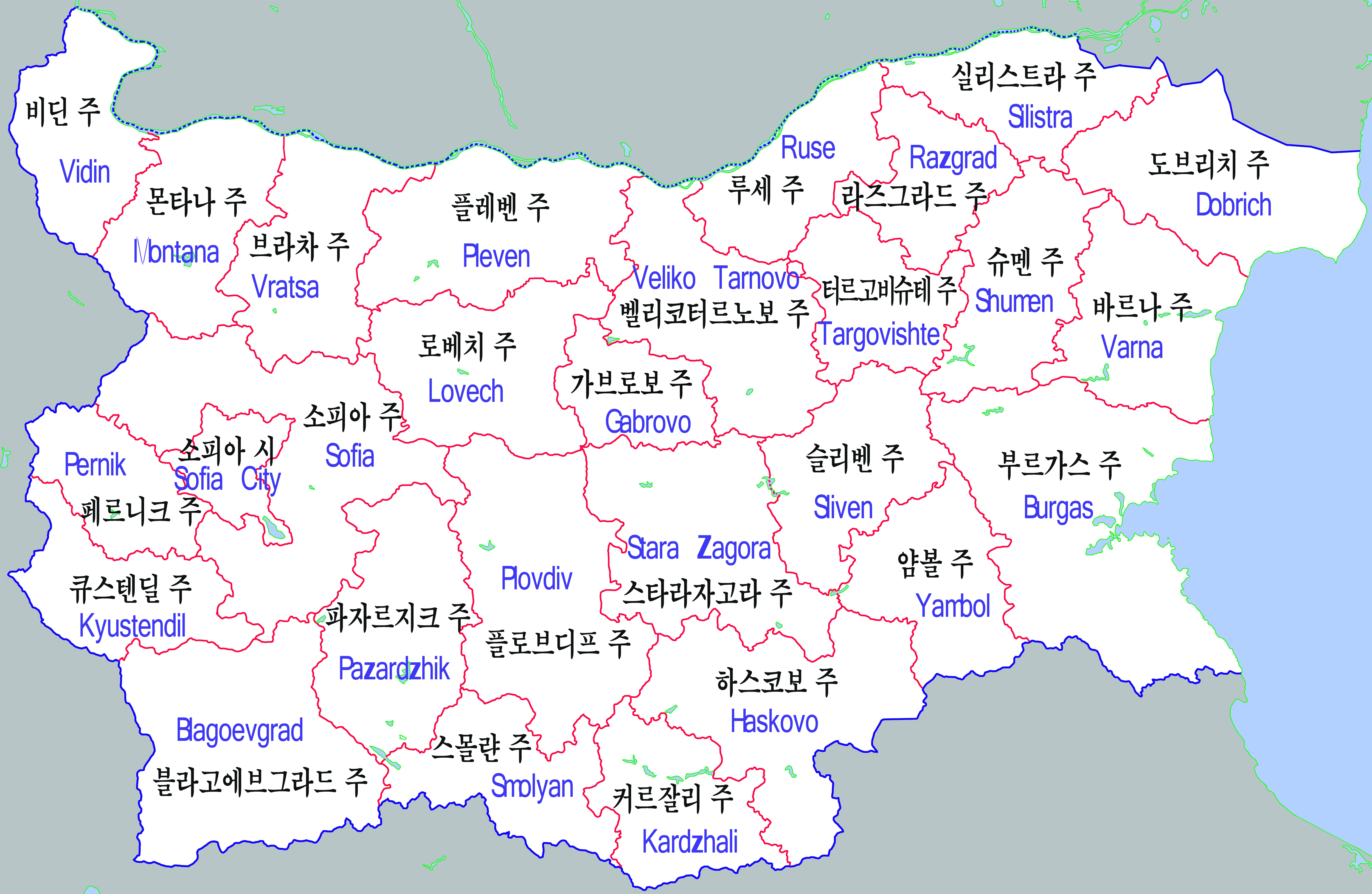
불가리아의 행정 구역

1987년부터 1999년까지 불가리아는 아홉 개의 주(oblast)로 구성되었으나, 1999년에 개편 및 편제되어 총 28개 주로 분리되었다. 수도는 소피아로, 각 주의 이름은 해당 주의 대표하는 도시 이름에서 따왔다.

## 정치
불가리아는 의원내각제의 국가이며, 대통령은 상당히 제한된 권력을 갖기에 불가리아 국가 최고권력기관은 의회로 단원제에 속하고, 대의원 수는 240명, 임기는 4년이다. 대통령 임기는 5년이고 중임이 가능하다.
최고행정기관은 각료회의이며 의장은 총리가 담당한다. 총리는 의회에서 뽑히며 대통령에 의하여 임명된다.
사법부는 최고재판위원회가 있으며, 최고행정법원, 헌법재판소(9년 임기의 지명 및 선출직 재판관)가 있다. 최고행정법원은 2명의 최고재판위원, 검찰총장, 22명의 위원으로 구성되는데 이들은 임기 5년으로 11명은 의회에서, 11명은 배심원에 의하여 선출된다. 고등법원판사, 검사, 하급법원판사 등을 지명 조사하는 권한을 가진다.

## 경제
245만 명의 노동력이 있는데 그 중 3차산업은 57.7%, 2차산업은 35.2%, 1차산업은 7.1%를 차지한다. 광업, 화학, 기계, 석유정제, 철강 등이 주된 산업이다. 광업 및 그와 관련된 산업은 12만 명을 고용하고 GDP의 5%를 차지한다. 불가리아는 유럽에서 6번째로 석탄을 많이 생산한다. 매장된 석탄, 철, 구리, 납은 제조업 및 에너지 분야에 핵심적이다. 그 외에 장미를 많이 재배한다.

## 주민

### 인구와 민족
1985년에 8,948,388명으로 불가리아 역사상 최대 인구를 기록한 이후, 출산율의 급격한 감소로 인구가 계속 줄고 있다. 2011년 인구조사 결과 총 인구는 7,364,570명이었다.
2011년 인구조사에 따르면 불가리아인이 인구의 84.8%로 다수를 점하며, 튀르키예인이 8.8%, 롬족이 4.9%, 기타(러시아인, 아르메니아인, 그리스인 등)가 1.5%였다.

### 언어
2011년 인구조사에서 불가리아어를 모어(母語)라고 한 주민은 전체 인구의 85.2%였다. 그 밖에 튀르키예어(9.1%), 롬어(4.2%) 순이었다. 불가리아 헌법 3조는 “공화국에서 공식어는 불가리아어다.”라고 규정하고 있다.(1991년) 소수 민족들은 불가리아어와 자신들의 언어를 구사하기도 한다. 불가리아 내의 튀르키예어 사용자가 70만여 명이며, 30만여 명이 롬어를 사용한다.
구 소련 시대에는 러시아어가 주요한 외국어였으나, 현재는 영어, 독일어, 러시아어 순으로 학생들이 선택하고 있다. 2005년, EU의 언어조사에 따르면 외국어로는 러시아어(35%)가 가장 많이 쓰이며, 그 다음으로 영어(23%), 독일어(12%), 프랑스어(9%)가 쓰였다. 한편, 19세기에 지식인들이 선호한 프랑스어는 여전히 일부가 사용하며, 불가리아는 루마니아와 함께 국제 프랑스어 사용국 기구(프랑코포니)의 정회원국이다.

### 종교
인구 조사에 따르면 종교 인구 중 불가리아 정교회가 82.6%이었으며, 무슬림이 12.2%, 개신교가 1.1%, 가톨릭이 0.8%였다. 불가리아 정교회를 믿는 사람이 가장 많으며 로마 가톨릭교가 제일 적은 것으로 나타났다.

## 군사
불가리아 군대는 모병제로 전환되고 있다. 이미 해군과 공군은 2006년에 직업군인제로 바뀌었으며, 육군도 2008년 1월 1일 이후로는 직업군인만 남게 된다.

## 대외 관계

### 대한 관계
남북한 동시 수교국으로서 조선민주주의인민공화국과는 1948년, 대한민국과는 1990년 3월 23일 외교관계를 수립하였다. 서울에서 열린 1988년 하계 올림픽 (불가리아는 이 때 186명의 선수단을 파견하였다.)이 끝난 이후 그해 11월에 대한무역진흥공사와 불가리아 상공회의소는 상호무역사무소 개설에 합의하였으며, 1989년 4월에는 소피아에 7월에는 서울에 양국 무역사무소가 설치되었다. 1990년 경제과학기술협력협정, 1994년 문화협정, 1995년 항공협정·이중과세방지협정, 1996년 무역협정을 체결하였다. 불가리아에 진출한 대한민국 기업으로는 삼성물산, LG전자, 현대중공업, (주)아이피에스 등이 있다. 소피아에 대사관(대 마케도니아 공화국 외교업무 겸임)이 개설되어 있다. 서울에 주한 불가리아 대사관이 개설되어 있다. 모두 123명의 한국인이 불가리아에 거주(2010년 12월 기준)하고 있다.

### 러시아와의 관계
러시아와는 공산정권시절에 소련과 매우 우호적이였다. 1991년 소련 해체 이후에는 서방과의 관계를 강화하고 있지만, 러시아와는 우호적인 관계를 유지하고 있다.

### 세르비아와의 관계
발칸반도 역내에 있는 국가에 같은 슬라브권 국가로 1885년 세르비아-불가리아 전쟁, 1913년 제2차 발칸 전쟁 과정에서 충돌하는 등 갈등관계를 이어간 적도 있었으나, 그 이후 별 다른 분쟁 없이 우호관계를 유지했다. 그러나, 2008년 불가리아가 세르비아로부터 일방적으로 독립을 선포한 코소보를 주권 국가로 승인하면서 양국관계가 코소보 문제로 인해 악화된 적도 있었다.

### 포르투갈과의 관계
1925년에 정식으로 국교를 수립하였으나 제2차 세계대전 직후 불가리아에 공산정권이 수립되면서 당시 반공, 극우 성향의 포르투갈의 살라자르 총리가 불가리아와 일방적으로 국교 관계를 단절하고 1960, 70년대 포르투갈과 전쟁 중이던 앙골라와 모잠비크 등 포르투갈령 아프리카 식민지들의 독립운동을 불가리아가 지원하면서 관계가 냉각 된적도 있었으나 1974년 포르투갈에서 카네이션 혁명으로 에스타두 노부 극우 독재 정권이 붕괴되면서 불가리아와 포르투갈은 같은 해 다시 재수교를 맺었다. 2013년 2월 현재 불가리아는 포르투갈의 수도 리스본에 대사관을 두고 있으며 포르투갈도 소피아에 대사관을 두고 있다.

### 기타 국가들과의 관계
쿠바, 페루, 브라질 등 일부 중남미 국가들과도 친밀하며, 알제리, 탄자니아, 이집트, 앙골라 같은 아프리카 국가들과도 매우 우호적인 관계다.

### 정부 기관
- (불가리아어/영어) 불가리아 정부 공식 사이트 보관됨 2011-02-10 - 웨이백 머신
- (불가리아어/영어) 불가리아의 대통령 홈페이지
- (불가리아어/영어) 불가리아 외무부 보관됨 2007-07-11 - 웨이백 머신

### 대한민국
- 주불가리아 대한민국 대사관
- (한국어) 불가리아 한인 여행사의 정보
- 불가리아 한인회

### 기타
- (영어) CIA의 세계정보(불가리아편) 보관됨 2005-07-07 - 웨이백 머신
- (불가리아어/영어/프랑스어/독일어/…) Zone Bulgaria
- (영어) Essential History of Bulgaria in Seven Pages